# Elvira (Beni)
Elvira ist eine Ortschaft im Departamento Beni im Tiefland des südamerikanischen Anden-Staates Bolivien.
Elvira ist bevölkerungsreichster Ort des Kanton Perotó im Municipio San Andrés in der Provinz Marbán. Die Ortschaft  liegt auf einer Höhe von 164 m an einem linken Nebenfluss des Río Mariquipiri, der nördlich von Trinidad bei San Javier in den Río Mamoré mündet.

## Geographie
Elvira liegt im bolivianischen Tiefland in der Moxos-Ebene, mit über 100.000 km² eines der größten Feuchtgebiete der Erde.
Vorherrschende Vegetationsform in der Region San Andrés ist die tropische Savanne.
Die Jahresdurchschnittstemperatur beträgt 26 °C (siehe Klimadiagramm Trinidad), wobei sich die monatlichen Durchschnittstemperaturen zwischen Juni/Juli mit gut 23 °C und Oktober/Dezember von knapp 28 °C nur wenig unterscheiden. Der Jahresniederschlag beträgt fast 2000 mm und liegt somit mehr als doppelt so hoch wie die Niederschläge in Mitteleuropa. Höchstwerten von etwa 300 mm in den Monaten Dezember bis Februar stehen Niedrigwerte von etwa 50 mm im Juli/August gegenüber.

## Verkehrsnetz
Elvira liegt in einer Entfernung von 38 Straßenkilometern südöstlich von Trinidad, der Hauptstadt des Departamentos.
Durch Elvira führt die Nationalstraße Ruta 9, die das gesamte bolivianische Tiefland in Nord-Süd-Richtung durchquert, - von Guayaramerín im Nordosten des Landes nach Trinidad und vorbei an Elvira zur Tiefland-Metropole Santa Cruz und weiter nach Yacuiba an der argentinischen Grenze.

## Bevölkerung
Die Einwohnerzahl der Ortschaft ist in den vergangenen beiden Jahrzehnten auf ein Mehrfaches angestiegen:
| Jahr | Einwohner | Quelle       |
| ---- | --------- | ------------ |
| 1992 | 81        | Volkszählung |
| 2001 | 405       | Volkszählung |
| 2012 | 339       | Volkszählung |
| 2024 |           | Volkszählung |